# Dicionário Histórico-Biográfico Brasileiro
O Dicionário Histórico-Biográfico Brasileiro é uma obra de referência enciclopédica elaborada e organizada pelo Centro de Pesquisa e Documentação de História Contemporânea do Brasil (CPDOC) da Fundação Getúlio Vargas. Contém cerca de 8 mil verbetes, entre biográficos e temáticos, relativos a personalidades, instituições e temas da História do Brasil de 1930 até os tempos atuais.

## História
Sua primeira edição foi lançada em 1984, tendo sido reeditada e atualizada em nova versão lançada em 2001, em papel e CD-ROM. Desde 2010, é disponibilizada online, no Portal do CPDOC/FGV, que conta com um núcleo de atualização permanente do acervo de verbetes.
A obra, que em sua versão em papel distribuía-se em cinco volumes, contou com o apoio de várias entidades, como o BNDES, a Caixa Econômica Federal, o Banco do Brasil, a Petrobras, o CNPq etc.
Ficha bibliográfica
- Dicionário Histórico-Biográfico Brasileiro
- Organização: Alzira Alves de Abreu
- Editora: Fundação Getúlio Vargas
- Descrição física: 5 volumes, 6211 páginas

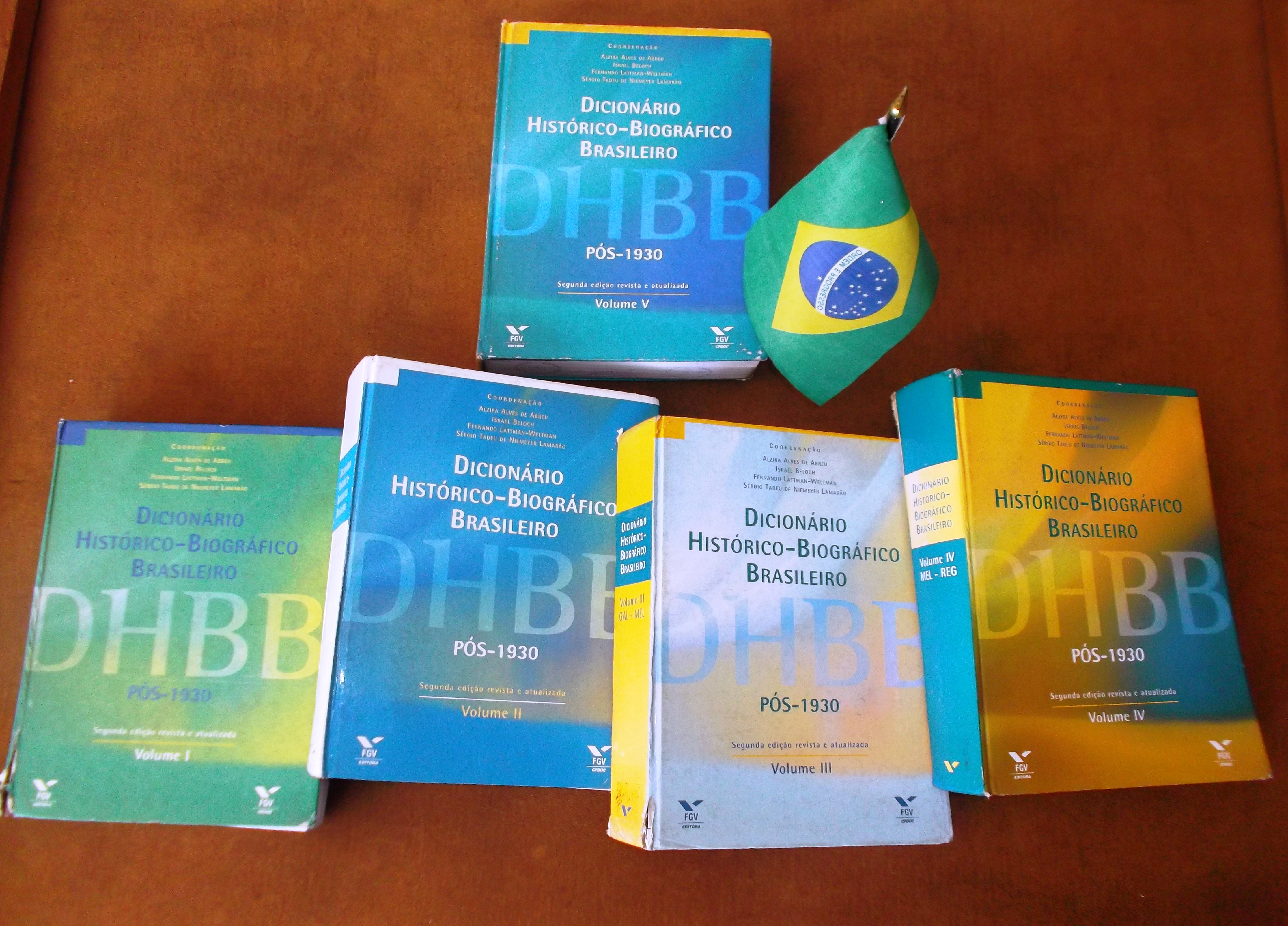
Os 5 volumes do dicionário.

- ISBN:
  - volume 1 ISBN 85-225-0341-9
  - volume 2 ISBN 85-225-0342-7
  - volume 3 ISBN 85-225-0343-5
  - volume 4 ISBN 85-225-0344-3
  - volume 5 ISBN 85-225-0345-1